# Heliothodes joaquin
Heliothodes joaquin là một loài bướm đêm trong họ Noctuidae.